# Arnulf al II-lea de Boulogne
Arnulf al II-lea (d. 971) a fost conte de Boulogne de la 964 până la moarte.
Arnulf era fiul contelui Adelolf de Boulogne. El a succedat în poziția de conte de Boulogne în 964, după moartea unchiului său, Arnulf I de Flandra. După moartea sa, succesiunea comitatului de Boulogne a revenit fiului său, Arnulf al III-lea.